# Eucalyptus livida
Eucalyptus livida är en myrtenväxtart som beskrevs av Murray Ian Hill Brooker och Stephen Donald Hopper. Eucalyptus livida ingår i släktet Eucalyptus och familjen myrtenväxter. Inga underarter finns listade i Catalogue of Life.